# Autodesk Softimage
Autodesk Softimage (früher Softimage|XSI) ist ein 3D-Computergrafik- und -Animationsprogramm zum Modellieren, Texturieren, Animieren, Simulieren und Rendern von 3D-Objekten. Es findet seine Anwendung überwiegend in der Film-, Fernseh- und Postproduktion sowie in der Spieleentwicklung.

## Geschichte
1993 wurde Softimage bekannt, als damit die virtuellen Saurier in Steven Spielbergs „Jurassic Park“ erschaffen wurden. Nach der Einführung einer neuen Softwarearchitektur im Jahr 2000 wurde das Produkt unter der Marke Softimage|XSI vertrieben, zuvor unter Softimage|3D.
Im Oktober 2008 wurde die Softimage-Produktpalette von Autodesk für 35 Millionen Dollar von Avid Technology übernommen. Seither lautet der Produktname Autodesk Softimage. Im März 2014 kündigte Autodesk an, dass die im April 2014 erscheinende Version die letzte sei.

## Einsatzgebiet
Autodesk Softimage setzt auf Vollständigkeit in der 3D-Produktionskette, wobei es seine Stärken im Animationsbereich von Figuren (Character Animation) entfaltet. Autodesk Softimage ist in verschiedenen Editionen erhältlich. Es reicht von ambitionierten Amateuren und freiberuflichen Grafikdesignern bis hin zu großen Produktionsstudios.

## Eigenschaften
Aufgrund seiner Entstehungsgeschichte ist Autodesk Softimage besonders auf professionelle Belange zugeschnitten. Zahlreiche seiner Konzepte bedürfen einer intensiven Einarbeitung. Im Gegenzug steht dem Anwender eine weitreichende Freiheit bei der Auswahl seiner Mittel zur Verfügung. Beinahe jeder Parameter in Autodesk Softimage ist animierbar und kann mathematischen Methoden unterworfen werden. Dies begünstigt mathematisch-naturwissenschaftlich ausgebildete oder interessierte Künstler bei der Anwendung des Programms. Die Vielfalt und Praktikabilität der enthaltenen Werkzeuge bemüht sich jedoch auch um visuell-künstlerisch orientierte Benutzer und ermöglicht es ihnen, ansprechende Ergebnisse zu erzielen. Autodesk Softimage unterstützt scriptgesteuerte Befehle für die Bearbeitung komplexer Aufgabenstellungen in der 3D-Modellierung und -Animation.
Die Firma Autodesk bietet verschiedene Versionen von Autodesk Softimage an.
- Autodesk Softimage
- Autodesk Softimage Advanced
- (Softimage|XSI Foundation)

Bis zum Jahr 2008 existierte eine günstige Einsteigerversion namens Softimage|XSI Foundation. Diese enthielt alle wichtigen Funktionen und war kommerziell voll einsetzbar. Softimage|XSI Foundation wurde mit der Ankündigung der Version 7 ersatzlos eingestellt.
- Softimage|XSI Mod Tool

Mit dem kostenlosen Softimage|XSI-Mod-Tool bietet Softimage allen Spieleentwicklern ein Tool, um eigene 3D-Grafiken zu erstellen. Durch die Zusammenarbeit mit Microsoft und Valve besteht eine direkte Verbindung zu Microsoft XNA Game Studio Express und Valves Half-Life 2. Das Mod-Tool bietet die grundlegenden XSI-Funktionen, hat aber gegenüber den Vollpreisversionen einige Einschränkungen.
Autodesk Softimage benutzt Mental Ray als Standard-Renderengine. Durch Plug-ins können aber weitere Renderer wie 3Delight, LuxRender oder Indigo verwendet werden.